# Spaniocelyphus nepalensis
Spaniocelyphus nepalensis är en tvåvingeart som beskrevs av Vanschuytbroeck 1965. Spaniocelyphus nepalensis ingår i släktet Spaniocelyphus och familjen Celyphidae.
Artens utbredningsområde är Nepal. Inga underarter finns listade i Catalogue of Life.